# Archilestris geijskesi
Archilestris geijskesi is een vliegensoort uit de familie van de roofvliegen (Asilidae). De wetenschappelijke naam van de soort is voor het eerst geldig gepubliceerd in 1974 door Papavero & Bernardi.